# Внешняя политика Суринама
Внешняя политика Суринама — исторически сложившаяся система отношений, связывающих Суринам с другими государствами. В частности, Суринам принимает участие в деятельности ряда международных организаций. В результате превращения государства в перевалочный пункт транспортировки наркотиков для рекреационного употребления в Европу уровень напряжённости во внешней политике Суринама значительно возрос.

## Пограничный спор
Суринам предъявляет права на территорию во Французской Гвиане, ограниченную реками Литани и Марони, представляющими собой верховья реки Лава, а также на земли в Гайане между реками Верхний Корантейн и рекой Кутари, представляющими собой верховья реки Корантейн.

## Участие в международных организациях
Суринам принимает участие в деятельности многих международных организаций, в том числе, с момента обретения независимости, Организации Объединённых Наций, Организации американских государств и Движения неприсоединения. В настоящее время входит в состав Карибского сообщества и Ассоциации карибских государств. Прошёл ассоциацию с Европейским союзом в ходе Ломейских конвенций. Также состоит в Амазонском пакте, объединяющем государства, расположенные в Амазонской низменности и защищающие её окружающую среду от деградации. Суринам — крупнейший добытчик бокситов в регионе и входит в состав Международной ассоциации бокситодобывающих стран. На территории государства действуют Экономическая комиссия для Латинской Америки и Карибского бассейна, Межамериканский банк развития, Международная финансовая корпорация, Всемирный банк, Международный валютный фонд. В 1998 году, при президенте Жюле Вейденбосе, Суринам вступил в Исламский банк развития, в 2003 году — в Нидерландский языковой союз.

## Региональные и международные соглашения
Двусторонние отношения с рядом государств региона, затрагивающие многие направления сотрудничества, отвечают интересу правительства в укреплении отношений в регионе. Возвращение в Суринам лиц, бежавших во Французскую Гвиану в ходе партизанской войны 1986—1992 годов, проводившейся между регулярными армейскими и повстанческими частями, привело к улучшению отношений с французскими властями. Давнишние пограничные споры с Гайаной и Французской Гвианой до сих пор остаются неразрешёнными. Переговоры с правительством Гайаны при посредничестве премьер-министра Ямайки Персиваля Паттерсона в 2000 году не привели к заключению соглашения, однако оба государства вознамерились возобновить их после всеобщих выборов Гайане в 2001 году. В 2002 году президенты Суринама и Гайаны Рональд Венетиан и Бхаррат Джагдео встретились в Суринаме и согласились продолжить переговоры, образовав суринамско-гайанскую пограничную комиссию, долженствовавшую начать функционировать в мае того же года. Вспыхнувший ранее конфликт с Бразилией был мирно погашен после официальной демаркации границы.
В мае 1997 года тогдашний президент Вейденбос принял участие наравне с президентами США Биллом Клинтоном и других 14 государств Карибского бассейна в первом в истории региональном саммите США в столице Барбадоса Бриджтауне. Саммит заложил основу региональному сотрудничеству на основе справедливости и тематики борьбы с наркотиками, финансов, развития и торговли.

## Двусторонние отношения

### Армения
Дипломатические отношения с Арменией установлены 24 июля 1999 года.

### Барбадос
Оба государства установили дипломатические отношения 8 марта 1978 года. В 2009 году, по решению обоих правительств, была сформирована смешанная комиссия с целью нормализации отношений между государствами и развития сотрудничества в различных сферах общественной жизни.
- Барбадос аккредитован посольством правительства Суринама в Бриджтауне; его почётное консульство располагается в Парамарибо[6].
- Суринам аккредитован посольством правительства Барбадоса в столице Тринидада и Тобаго Порт-оф-Спейне; его почётное консульство находится в Бриджтауне[7].

### Бразилия
- Посольство Бразилии находится в Парамарибо[8].
- Посольство Суринама располагается в Бразилиа[9].

### Франция
- Посольство Франции находится в Парамарибо[10].
- Посольство Суринама располагается в Париже, генеральное консульство — в Кайенне[11].

### Индия
- Посольство Индии находится в Парамарибо[12].
- Посольство Суринама располагается в Нью-Дели[13].

### Мексика
- Мексика аккредитована посольством Суринама в столице Тринидада и Тобаго Порт-оф-Спейне; его почётное консульство находится в Парамарибо[14].
- Суринам аккредитован посольством Мексики в столице США Вашингтоне[15].

### Нидерланды
- Посольство Нидерландов находится в Парамарибо[16].
- Посольство Суринама расположено в Гааге, генеральное консульство — в Амстердаме и административном центре острова Кюрасао Виллемстаде[11].

### Республика Корея
- Дипломатические отношения между Суринамом и Южной Кореей установлены 28 ноября 1975 года[17].
- По состоянию на 2011 год на территории Суринама проживало 60 южнокорейцев[17].

### Соединённые Штаты Америки
- Посольство Суринама располагается в столице США Вашингтоне, генеральное консульство — в Майами[15].
- Посольство США находится в Парамарибо[18].